# District de U Minh
Le district de U Minh (en vietnamien : Huyện U Minh) est un district de la province du Ca Mau au Viêt Nam. 

## Présentation
Sa superficie est de 758,9 km2.
La population du comté était de 90 000 habitants en 2003. Le groupe ethnique Kinh y est prédominant.

## Subdivisions
Le comté possède une ville (thị trấn) (U Minh, chef-lieu), et six communes : Nguyễn Phích, Khánh Hội, Khánh Hòa, Khánh Tiến, Khánh Lâm et Khánh An.